# Arthur Trebitsch
 (avril 2023).
Si vous disposez d'ouvrages ou d'articles de référence ou si vous connaissez des sites web de qualité traitant du thème abordé ici, merci de compléter l'article en donnant les références utiles à sa vérifiabilité et en les liant à la section « Notes et références ».

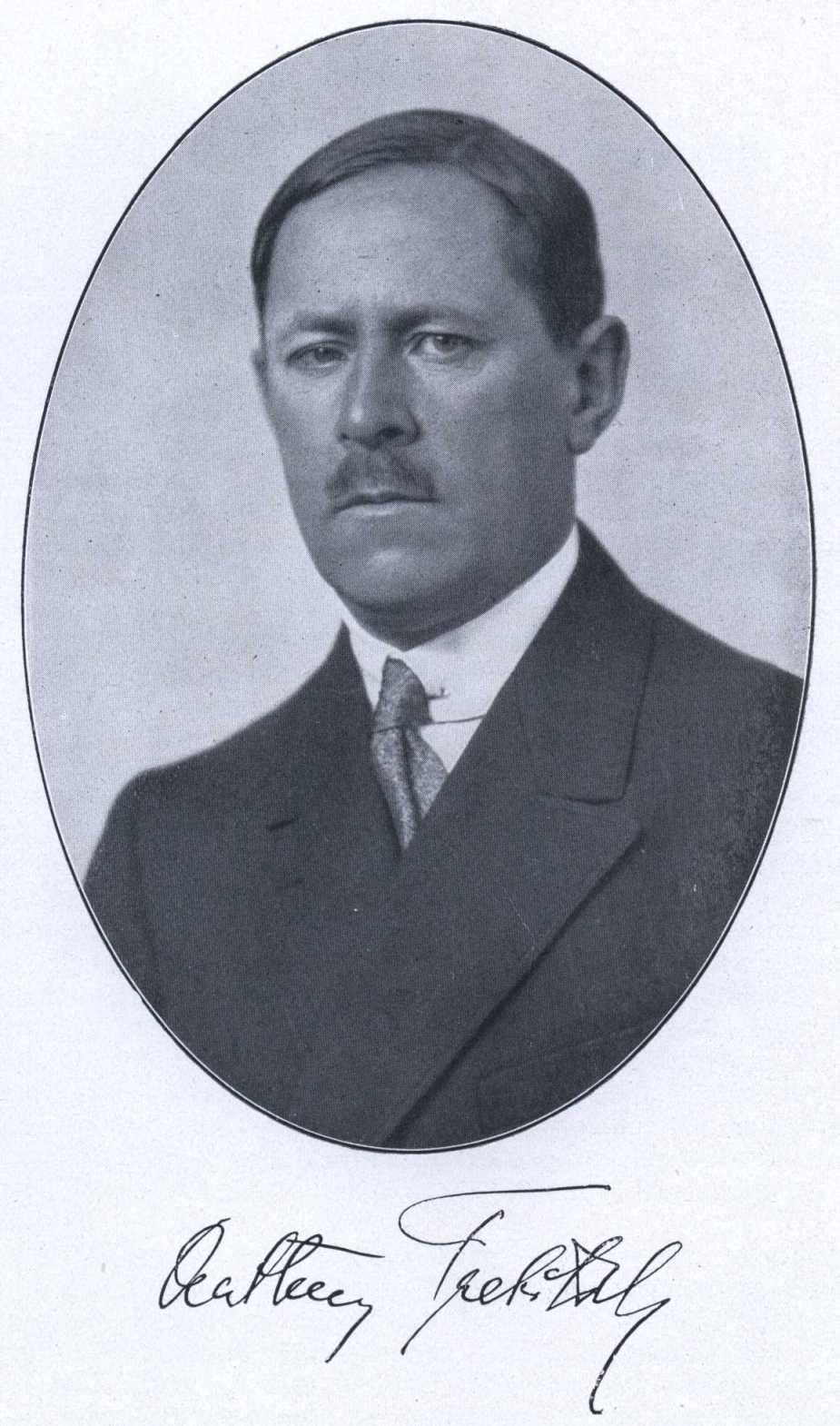
Arthur Trebitsch en 1926

Arthur Trebitsch, né le 17 avril 1880 à Vienne et mort le 26 septembre 1927 à Eggersdorf bei Graz, est un écrivain et théoricien racial autrichien, connu pour avoir été un antisémite notoire. 
Il a proposé ses services aux nazis, nouvellement organisés, pour la rédaction de leurs ouvrages antisémites, et a contribué au développement de la branche autrichienne du parti nazi. 

## Biographie
Arthur Trebitsch est né le 17 avril 1880 à Vienne. Son père, Leopold Trebitsch, était un riche industriel juif travaillant dans la soie. Son demi-frère aîné était l'écrivain Siegfried Trebitsch. Jeune homme, il est influencé par son camarade étudiant Otto Weininger et le théoricien racial Houston Stewart Chamberlain, dont il fréquente les cercles à Vienne. Du fait de ses relations avec ces écrivains, Trebitsch développe une idéologie nationaliste allemande et antisémite radicale. 
Suivant les traces de son demi-frère Siegfried, il tente de devenir écrivain, mais ne trouve pas le succès. Il achève l'écriture d'un roman en 1909 et d'un recueil d'essais en 1910, mais ils ne sont pas publiés. Trebitsch arrange cette publication à ses frais après avoir fondé sa propre presse, Antaios Verlag, du nom du géant mythologique Antée, en référence à un passage de l'essai de Richard Wagner de 1850 intitulé L'œuvre d'art de l'avenir. 
Trebitsch craint constamment de ne pas être pris au sérieux en tant qu'intellectuel, mais plutôt d'être simplement toléré en raison de sa richesse et de la générosité dont il fait preuve envers les autres écrivains. Le succès de son demi-frère le remplit d'amertume. Son rejet croissant du judaïsme s’accompagne d’une méfiance à l’égard des milieux universitaires, et des signes évocateurs d’une paranoïa plus générale commencent à se manifester. En 1909, il quitte officiellement la communauté religieuse juive. Par la suite, il ne cesse de nier ses origines juives : « Je ne suis pas juif, je ne l'ai jamais été et je ne le serai jamais ». Il insiste sur le fait que son ascendance juive n'est que partielle et qu’il est « né libre et bien élevé » comme un véritable allemand. Il tente à plusieurs reprises de poursuivre en justice pour diffamation les personnes qui le qualifent de juif. En 1912, il tente sans succès de poursuivre son demi-frère Siegfried et le critique Ferdinand Gregori, qui a rédigé une analyse négative de ses nouvelles. Du même avis que Gregori, le demi-frère d'Arthur a qualifié son travail « d'amateur » et suggéré qu'il est atteint de « mégalomanie et de paranoïa ». Le procès provoque l'humiliation publique de Trebitsch, ridiculisé par la presse. 
Trebitsch se persuade de l'existence d'une « conspiration mondiale du monde juif contre le peuple allemand » à l'origine du déclenchement de la Première Guerre mondiale. À partir de ce moment, il consacre ses efforts au renforcement moral de l'Allemagne. Après la guerre, il donne une série de conférences anti-juives dans des villes allemandes. Il en est apparemment venu à croire que la Providence lui a confié la tâche de devenir le sauveur de la race nordique. Les Juifs, pense-t-il, essayent de le tuer avec des « rayons électriques empoisonnés ». Il détaille ces complots formulés contre lui dans son livre Die Geschichte meines Verfolgungswahns  (L'histoire de ma Paranoïa) daté de 1923. 
Au début des années 1920, Trebitsch contribue à la création et au financement de la branche autrichienne du parti nazi, dont il est considéré comme le chef pendant une brève période. 
Il meurt le 26 septembre 1927 à Eggersdorf bei Graz, à l'âge de 47 ans. 

## Théories

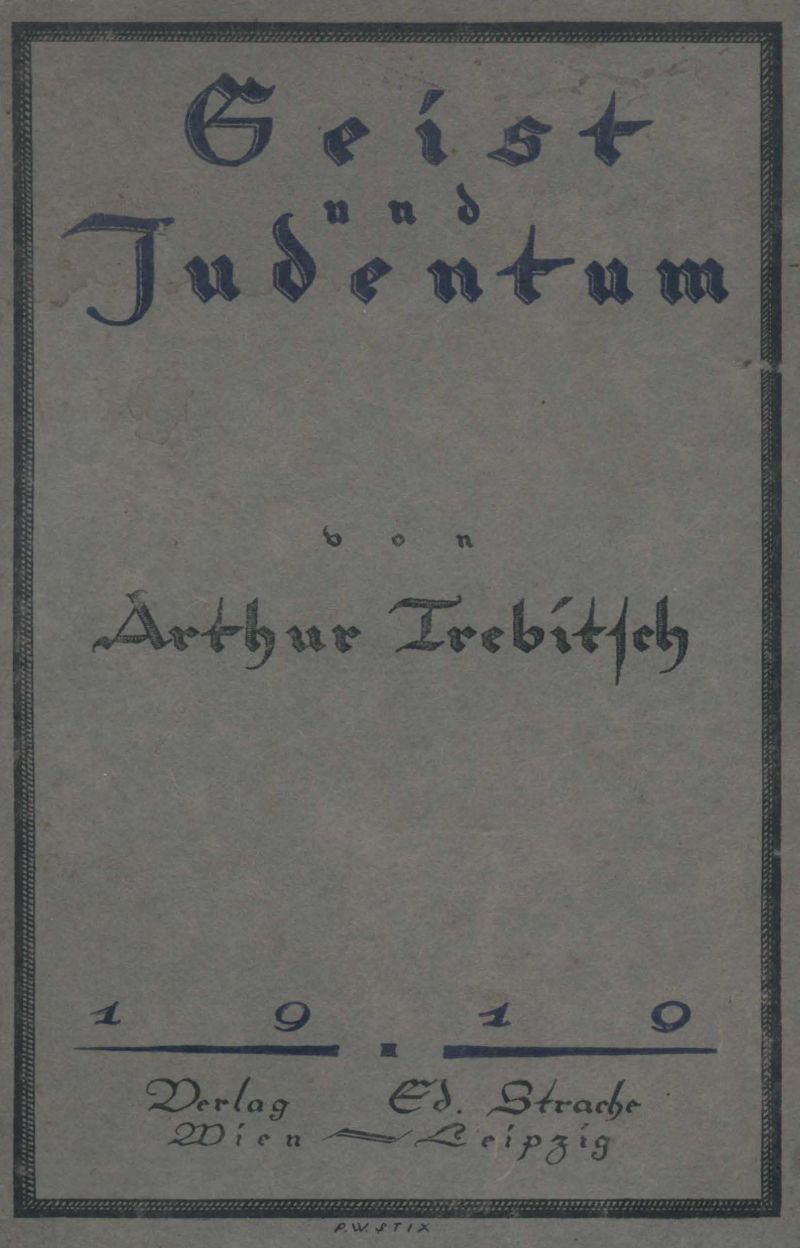
Le livre de Trebitsch intitulé Geist und Judentum

Les théories de Trebitsch furent énoncées pour la première fois dans son livre de 1919, Geist und Judentum. Selon Trebitsch, la présence juive en Europe était fondamentalement néfaste à l'esprit (geist) des peuples aryens. Les Juifs étaient un « Ungeist » au sein de l'Europe qui devait être excisé. Cependant, il estimait qu'un antidote était plus efficace lorsqu'il était issu du poison lui-même. Ainsi, les personnes d'ascendance juive rejetant le judaïsme, comme Trebitsch, constitueraient la force spirituelle permettant de détruire l'influence corruptrice de la présence juive en Europe. Il voyait en Jésus-Christ l'archétype d'un Aryen judaïsé qui avait vaincu et rejeté la judaïté en lui-même. Les Juifs ashkénazes d'Europe orientale en étaient l'antithèse, et représentaient le « poison » dans sa forme la plus virulente. Ils devaient être expulsés de force d' Europe, bien que quelques-uns puissent être absorbés par la population aryenne après une longue période de travaux forcés qui éradiquerait la judaïté de leur âme. 
Pour Trebitsch, alors que les Aryens possédaient un intellect créatif « primaire », les Juifs n'étaient capables que d'une pensée « secondaire » s'appropriant des idées extérieures pour ensuite les adapter. Ce faisant, ils introduisaient dans le processus de pensée une forme de dégénérescence qui avait pour effet de corrompre celui-ci. La psychanalyse selon Sigmund Freud en était une parfaite illustration : elle démontrait une « érotomanie » typique de l'esprit juif.

## Trebitsch et Hitler
Bien qu'il se considéra apparemment comme le dirigeant du peuple allemand choisi par la Providence, Trebitsch apporta un soutien financier conséquent à Adolf Hitler et au parti nazi. Il connaissait personnellement Hitler et Dietrich Eckart. Eckart fait référence à Trebitsch dans son livre Der Bolschewismus von Moses bis Lenin: Zwiegespräch zwischen Hitler und mir (Le bolchevisme de Moïse à Lénine : dialogues entre Hitler et moi). Cet ouvrage relate une conversation qu'il est censé avoir eue au sujet de Trebitsch, et dans laquelle il le décrit comme « un écrivain juif contre les Juifs - du moins, c'est ce qu'il pense être. Il ne cesse de répéter « Nous, les Aryens ». » En 1935, après la mort de Trebitsch, Hitler fit cette recommandation à l'une de ses connaissances : « Lisez tout ce qu'il a écrit. Il a démasqué les Juifs comme personne d'autre ne l'a fait avant lui. » Hitler nota également que Trebitsch l'avait mis en garde contre les « serpents sionistes rusés » du parti qui s'efforceraient de saboter l'organisation de l'intérieur. Il songea un moment à confier à Trebitsch la fonction de responsable de l’éducation idéologique occupée par Alfred Rosenberg (Rosenberg se trouvait être l’un des « serpents » dont Trebitsch se méfiait). 

## Dans la culture populaire
En 1923, une représentation à peine fictive d’Arthur Trebitsch (sous le nom de « Dr Trebitsch ») apparaît dans le roman de Joseph Roth, Das Spinnennetz (La Toile de l’Araignée). Le Dr Trebitsch y est à la tête d'une organisation antisémite secrète d'extrême droite.  
Theodor Lessing utilise Trebitsch comme l'une de ses principales sources pour développer le concept de haine de soi juive dans son étude pionnière du phénomène. 

## Ouvrages
- 1901 : Galileo Galilei. Ein Trauerspiel in fünf Akten, Vienne ; 2. Auflage Antaios-Verlag, Berlin 1920.
- 1909 : Aus Max Dorns Werdegang. Ein Lebensabschnitt ; 2. Auflage Antaios-Verlag, Vienne/Leipzig, 1920.
- 1914 : Der Fall Ferdinand Gregori und Siegfried Trebitsch. Ein Beitrag zur deutschen Literaturgeschichte unserer Zeit, Bachmair, Munich.
- 1916 : Friedrich der Große. Ein offener Brief an Thomas Mann,  Wilhelm Borngräber Verlag, Berlin ; Antaios-Verlag, Vienne/Leipzig.
- 1916 : Gespräche und Gedankengänge, Wilhelm Borngräber Verlag, Berlin ; 2. Auflage Antaios-Verlag, Vienne/Leipzig 1920.
- 1917 : Seitenpfade. Ein Buch Verse, Wilhelm Borngräber Verlag, Berlin ; 2. Auflage Antaios-Verlag, Vienne/Leipzig 1920.
- 1917 : Erkenntnis und Logik, Braumüller, Vienne.
- 1917 : Geist und Leben, Wilhelm Borngräber Verlag, Berlin ; Antaios-Verlag, Berlin/Vienne 1921.
- 1917 : Zur Förderung der Persönlichkeiten, Wilhelm Borngräber Verlag, Berlin ; Antaios-Verlag, Vienne/Leipzig 1920.
- 1917 : Drei Vorträge mit Zwischenstücken. Die erste Darstellung der erkenntniskritischen Grundgedanken des Verfassers, Wilhelm Borngräber Verlag, Berlin ; Antaios-Verlag, Vienne/Leipzig 1920.
- 1919 : Deutscher Geist – oder Judentum. Der Weg der Befreiung, Verlag Ed. Strache, Berlin/Vienne/Leipzig ; Antaios-Verlag, Berlin 1921.
- 1919 : Geist und Judentum, Verlag Ed. Strache, Vienne/Leipzig.
- 1920 : Aus des Ratsherrn Johannes Teufferius Lebensbeschreybung, Antaios-Verlag, Vienne/Leipzig.
- 1920 : Nikolaus Lenaus geistiges Vermächtnis, Antaios-Verlag, Vienne/Leipzig.
- 1920 : Deutscher Geist aus Österreich. Ausgewählte dichterische Deutschtumsbekenntnisse, Antaios-Verlag, Berlin/Leipzig.
- 1920 : Wort und Leben. Eine grundlegende Untersuchung, Antaios-Verlag, Berlin.
- 1920 : Die böse Liebe. Novellen, Verlag Ed. Strache, Vienne.
- 1921 : Wir Deutsche aus Österreich. Ein Weckruf, Antaios-Verlag, Vienne/Leipzig.
- 1923 : Die Geschichte meines Verfolgungswahnes , Antaios-Verlag, Vienne/Leipzig.
- 1925 : Arische Wirtschaftsordnung. Eine grundlegende Untersuchung, Antaios-Verlag, Vienne/Leipzig.
- 1926 : Der Dichter, der Denker, der Redner, der Arier, Antaios-Verlag, Leipzig.
- 1930 : Der brennende Mensch, Antaios-Verlag, Leipzig.